# Jouko
Jouko ist als eine Kurzform von Joukahainen, einer Figur aus der finnischen Mythologie, ein finnischer männlicher Vorname. Namenstag in Finnland ist der 14. Dezember.

## Namensträger
- Jouko Ahola (* 1970), finnischer Strongman und Schauspieler
- Jouko Grip (* 1949), finnischer Skilangläufer und Leichtathlet
- Jouko Hein (* 1980), estnischer Skispringer
- Jouko Juhani Järvinen (1935–1984), finnischer Eisschnellläufer
- Jouko Karjalainen (* 1956), finnischer Nordischer Kombinierer
- Jouko Kuha (* 1939), finnischer Leichtathlet
- Jouko N. Martikainen (* 1936), finnischer evangelischer Kirchenhistoriker
- Jouko Yrjö Nikkanen (1914–1985), finnischer Speerwerfer
- Jouko Öystilä (1952–2024), finnischer Eishockeyspieler
- Jouko Salomäki (* 1962), finnischer Ringer und Olympiasieger
- Jouko Törmänen (1954–2015), finnischer Skispringer und Sportfunktionär
- Timo Jouko Herrmann (* 1978), deutscher Komponist, Musikwissenschaftler und Dirigent